# ناهان، ماساچوست
ناهان (به انگلیسی: Nahant) شهرکی در شهرستان اسکس ایالت ماساچوست می‌باشد که در سال ۱۸۵۳ بنیان‌گذاری شده‌است. این شهرک در سرشماری سال ۲۰۱۰ میلادی، ۳٬۴۱۰ نفر جمعیت داشته‌است.

## نگارخانه

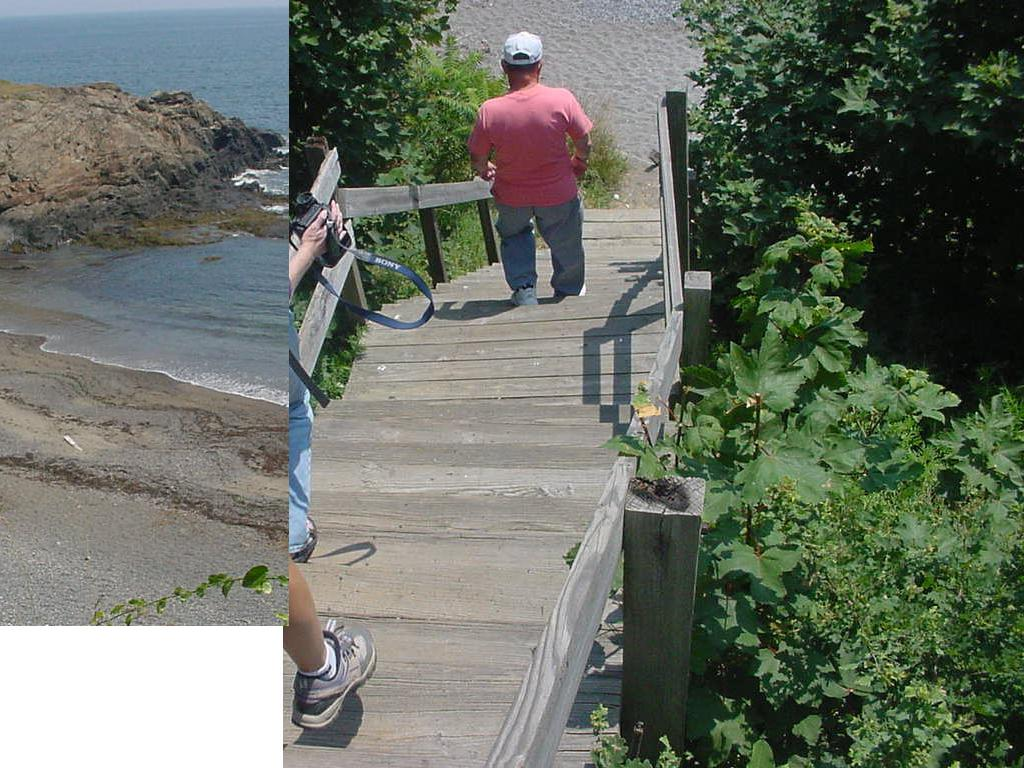